# Manettia minutiflora
Manettia minutiflora är en måreväxtart som beskrevs av Paul Carpenter Standley. Manettia minutiflora ingår i släktet Manettia och familjen måreväxter. Inga underarter finns listade i Catalogue of Life.